# الطرافة والضحك،أو حبوب لتطهير الكآبة
الطرافة والضحك، أو حبوب لتطهير الكآبة هو عنوان لمجموعة كبيرة من الأغاني ل توماس دورفي، نُشرت هذه المجموعة بين عامي 1698 و 1720، وعقدت في طبعتها الأخيرة المكونة من ستة مجلدات أكثر من 1000 أغنية وقصيدة.
بدأت المجموعة ككتاب منفرد جمعه ونشره «هنري بلايفورد» الذي عقَبَ والده جون بلايفورد بصفته الناشر الرئيسي للموسيقى أثناء هذه الفترة. 
بعد عقديين، اجتازت «بيلز» عدة طبعات مختلفة وتوسعت حيث أصبحت عبارة عن خمسة مجلدات؛  وفي عام 1719 أعاد توماس دورفي تنظيم وإضافة للعمل لإصدار طبعة جديدة تتكون من خمسة مجلدات نشرها جاكوب تونسون بعنوان «تكملة الأغاني وممتع وجذاب».
الآن يتألف المجلدان الأول والثاني بالكثير من أغاني ألقاها دورفي، «عيينها للموسيقى الدكتور جون بلو والسيد هنري بورسيل وعدد من الاساتذة المتميزين في البلدة».
بيعت هذه الطبعة بسرعة، وعاد دورفي في الطبعة الثانية ليضع لعنوان «بيلز». في عام 1720 أضاف دورفي المجلد السادس. يمكن أن يستمد هذا العنوان من كتيب عام 1599 يحمل عنوان «حبة لتطهير الكآبة».

## إصدارات لاحقة
في عام 1920 أصدر ويليام جايلز ويتاكر أغنية شعبية في شمال المملكة وضعت للأصوات غير المصحوبة: وهي كلمات من كتاب«حبوب لتطهير الكآبة» لدورفي.
في عام 1956 سجل إد مكوردي عندما كانت دالينس في الزهرة (وفقدت مايدينز عذريتها)  المجلد الأول ل إيلكترا ريكوردز. وتم إصدار المجلد الثاني في عام 1957 مع المجلد الثالث في عام 1958.
جاء ابن دالينس في عام 1959 وفي عام 1961 أصدرت إليكترا "The Best Of Dalliance".
أصدرت رينو ريكوردز 28 مسارًا في قرص مضغوط ل "The Best Of Dalliance" في عام 2005.  كانت هذه أكثر شعبية من التي أصدرها ويل هولت وهو الذي نشر ألبومًا يحتوي على عشرة أغانٍ بعنوان «حبوب لتطهير الكآبة» (Stinson SLP78). تقريباً جميع الاغاني فيه كانت بذيئة. في عام 1966 نسق جيرالد كوكشوت عشرة أغاني  لمجموعة رقصات باسم«مديرماركت سويت».
في عام 1968، نشر اس.أ.جي برادلي. ستون أغنية بذيئة مع موسيقى من«حبوب لتطهير الكآبة»، هذا كان مصدر للكثير من المغنيين الشعبيين في عام 1990، وسجلت شركة ستي وايتس  «حبوب تطهير الكآبة»(26 أغنية غنتها لوسي سكيبينغ وريتشارد ويستريتش).
تابعوا في عام 1995 مع باودي بلادز من إنجلترا القديمة.في هذه المرة فقط عدد قليل من الأغاني كانت من مجموعة دورفي.  في عام 2000، سجل هسبيروس ألبوماً باسم "My Thing Is My Own": هي أغاني باودي لأورفي.
في عام 2007 ظهرت نسخة مؤلفة من 364 صفحة من هذه المجموعة وغير معروف إن كانت تحتوي على موسيقى وكلمات، أو عدد الأغاني التي تم تضمينها.

## قراءات إضافية
- Day, Cyrus Lawrence (1933) The Songs of Thomas D'Urfey, Volume IX, Harvard Studies in English, Cambridge: Harvard University Press, 1933.
- •D'Urfey, Thomas (1991) Lewd Songs and Low Ballads of the Eighteenth Century: bawdy songs From Thomas D'Urfey's Pills to Purge Melancholy (1719). Boulder Colorado: Bartholomew Press

## روابط خارجية
- Digitised copy of Wit and mirth, or, Pills to purge melancholy in six volumes from National Library of Scotland.
- Lyrics to Knaves will Be Knaves
- كتاب مجاني: Wit and Mirth: or Pills to Purge Melancholy, Vol. 5 على مشروع غوتنبرغ (with audio)
- كتاب مجاني: Wit and Mirth: or Pills to Purge Melancholy, Vol. 6 على مشروع غوتنبرغ (with audio)